# Автомат с магазинной памятью
В теории автоматов автомат с магазинной памятью — это конечный автомат, который использует стек для хранения состояний.

## Формальное определение

Диаграмма автомата с магазинной памятью

В отличие от обычных конечных автоматов, автомат с магазинной памятью является набором
{\displaystyle M=(K,\Sigma ,\pi ,s,F,S,e),}
где 
K — конечное множество состояний автомата,
{\displaystyle s\in K} — единственно допустимое начальное состояние автомата,
{\displaystyle F\subseteq K} — множество конечных состояний, причём допустимо F=Ø и F=K,
Σ — допустимый входной алфавит, из которого формируются строки, считываемые автоматом,
S — алфавит памяти (магазина),
{\displaystyle e\in S} — нулевой символ памяти.
Память работает как стек, то есть для чтения доступен последний записанный в неё элемент. Таким образом, функция перехода является отображением {\displaystyle \pi :K\times \Sigma \times S\to K\times S}. То есть, по комбинации текущего состояния, входного символа и символа на вершине магазина автомат выбирает следующее состояние и, возможно, символ для записи в магазин. В случае, когда в правой части автоматного правила присутствует {\displaystyle e}, в магазин ничего не добавляется, а элемент с вершины стирается. Если магазин пуст, то срабатывают правила с {\displaystyle e} в левой части.
Класс языков, распознаваемых автоматами с магазинной памятью, совпадает с классом контекстно-свободных языков.
В чистом виде автоматы с магазинной памятью используются крайне редко. Обычно эта модель используется для наглядного представления отличия обычных конечных автоматов от синтаксических грамматик. Реализация автоматов с магазинной памятью отличается от конечных автоматов тем, что текущее состояние автомата сильно зависит от любого предыдущего.

## Пример с использованием автомата с магазинной памятью
```
repeat
 
X
 
:=
 
верхний
 
символ
 
магазина
;

  
if
 
X
 
=
 
терминал
 
или
 
$

  
then

    
if
 
X
 
=
 
InSym

    
then

      
удалить
 
X
 
из
 
магазина
;

      
InSym
 
:=
 
очередной
 
символ
;

    
else

      
error
()

    
end

  
else
 
/*
 
X
 
=
 
нетерминал
 
*/

    
if
 
M
[
X
,
 
InSym
]
 
=
 
X
->
Y1Y2
...
Yk

    
then

      
удалить
 
X
 
из
 
магазина
;

      
поместить
 
Yk
,
 
Yk
-
1
,
 
...,
 
Y1
 
в
 
магазин

      
(
Y1
 
на
 
верхушку
)
;

      
вывести
 
правило
 
X
->
Y1Y2
...
Yk

    
else

      
error
()
 
/*
 
вход
 
таблицы
 
M
 
пуст
 
*/

    
end

  
end

until
 
X
 
=
 
$
 
/*
 
магазин
 
пуст
 
*/

```

## Виды автоматов с магазинной памятью
Существуют детерминированные и недетерминированные автоматы с магазинной памятью.
Для недетерминированных автоматов (в отличие от детерминированных) существует два эквивалентных критерия завершения работы:
1. пустой магазин,
2. достижение конечного состояния.

Детерминированный автомат завершает работу лишь тогда, когда достигает конечного состояния.